# Łukasz Żydzięta (postać)
Łukasz – postać z powieści Teodora Parnickiego Robotnicy wezwani o jedenastej, dla której wzorem był biskup nowogrodzki Łukasz Żydzięta.

## Życiorys
Łukasz, chłopiec chazarski, dostał się do niewoli u Pieczyngów po zdobyciu Kijowa w sierpniu 1018.  Wykupił go za pierścień podarowany mu przez cesarza Ottona III, opat tyniecki, Aron i zabrał ze sobą, wyruszając na misję do Konstantynopola. W stolicy Bizancjum pozostawił go pod opieką cesarzówny Teodory. Na jego rozwój intelektualny silnie oddziałało nauczanie Michała Psellosa. Na cesarskim dworze poznał też młodziutkiego Stanisława, przyszłego biskupa krakowskiego.
W Konstantynopolu w 1032 roku złożył śluby zakonne. W rok później wyruszył na wschód w poszukiwaniu pierścienia swego dobroczyńcy. Odwiedził Persję i Chorezm. Zdobył rozległą wiedzę medyczną, między innymi studiując u Awicenny w Ekbatanie. Po powrocie ze Wschodu, w uznaniu swej wiedzy medycznej i znajomości greki, został mianowany biskupem nowogrodzkim przez księcia kijowskiego, Jarosława Mądrego. W 1036 roku odwiedził w Konstantynopolu cesarzową Teodorę. Nosił się wówczas z zamiarem odwiedzenia w Brauweiler Arona i oddania mu jego pierścienia. Teodora przekonała go jednak, że jego dobroczyńca przebywa w kraju Tolteków. W 1039 roku z ramienia księcia kijowskiego, udał się do Polski, by dopilnować uzgodnionego powrotu kijowian uprowadzonych przed ponad dwudziestu laty do domu. Po śmierci księcia w 1054 roku Łukasz został zwabiony do Kijowa i uwięziony przez żądnego zemsty metropolitę kijowskiego, Efrema. Uwolniony z więzienia w 1059, śmiertelnie chory, udał się do Sandomierza, by zwrócić swemu dobroczyńcy jego pierścień. W rzeczywistości jednak jego głównym celem było pozyskanie Stanisława dla idei kościoła wszechsłowiańskiego poprzez przekonanie go, że jest synem Bolesława Chrobrego.
Po śmierci Arona udał się nad Bałtyk, skąd we wrześniu wyruszył z portu Truso w stronę Dźwinoujścia, a następnie w górę Dźwiny. W trakcie podróży prowadził dziennik, w którym rozwijał swoje poglądy religijno-polityczne oraz opisywał sny, będące wizjami narkotycznymi wywołanymi przez tajemniczy płyn przywieziony przez Stanisława z Winlandii. W jego snach pojawiali się: zmarły biskup Aron, księżniczka ruska Przecława, jego rodak – Jan Chazar, papież Grzegorz VI i królewicz Hamlet. Zmarł w drodze do Nowogrodu 15 października 1059.

## Poglądy
Łukasz dążył do wzmocnienia pewnych osobliwych właściwości umysłowości słowiańskiej, której brak zarówno Grekom jak i łacinnikom. Jego zdaniem podczas gdy Grecy widzą stosunek Boga do rodzaju ludzkiego jako stosunek nauczyciela do ucznia, a łacinnicy jako stosunek pomiędzy posiadaczem winnicy a dzierżawcą, dla Słowian Bóg jest rolnikiem, a rodzaj ludzki zbożem. Zboże jest to wiele tysięcy ziaren. Dla Boga nie liczy się więc pojedynczy człowiek, ale zbiorowość, społeczność. W tym celu Łukasz zmierzał do wyniesienia Stanisława do roli króla-kapłana nad tą wszechsłowiańską społecznością chrześcijańską. Przez dziesięciolecia wierzył w nieuchronność powstania obok dwóch cesarstw dotychczasowych – rzymskiego (bizantyńskiego) i frankijskiego (łacińskiego) trzeciego: wszechsłowiańskiego. Początkowo myślał, że jego ośrodkiem powinna być Polska, potem, przez krótki czas, że Czechy, wreszcie – Ruś. Po śmierci księcia Jarosława zwątpił jednak w możliwość zbudowania takiego bytu politycznego na bazie Rusi. Sięgając głębiej Łukasz był przekonany, że chrześcijańskość nie powinna się ograniczać do rzymskości, obojętnie łacińskiej czy greckiej, że należy ją poszerzyć. Chętnie więc patrzył na próby zbudowania północnego cesarstwa przez Kanuta duńskiego, ale ten, trzon swego państwa widział w Anglii, też już zatrutej rzymskością. Kiedy państwo Kanuta zaczęło chylić się ku upadkowi snuł z wygnańcem Haraldem marzenia o państwie od Nowogrodu po Grenlandię.
Łukasz nie wierzył w możliwość egzystowania dusz po śmierci, a przed ich ponownym połączeniem z ciałami na Sądzie Ostatecznym. Miał ją za skazę platońską. W kwestiach kosmologicznych był jednak zdecydowanym platonikiem. Za Psellosem komentującym platońskiego Kritiasza uznawał, że Ziemia jest kulą, a układ kontynentów na niej musi być symetryczny. I jak na wschodniej półkuli są trzy lądy ze sobą złączone (europejski, afrykański i azjatycki), tak samo na zachodniej musi istnieć Atlantyda (Przeciwziemia) składająca się z trzech lądów. Szedł w swoich przekonaniach dalej jeszcze: jak ze Szwecji płynie się do Widulandii w kierunku południowo-wschodnim najpierw Dźwiną, potem przez wielkie jeziora wokół Holmgardru, następnie Borystenesem do morza, na którego przeciwległym brzegu leży Konstantynopol, tak z Grenlandii musi prowadzić droga w kierunku południowo-zachodnim, dalej Przeciwdźwiną, przez kraj wielkich jezior, następnie Przeciwborystenesem do leżącego naprzeciw jego ujścia Przeciwkonstantynopola, stolicy Przeciwgreków czyli miedzianolicych Atlantów.